# Пас, Лорна
Лорна Пас (исп. Lorna Paz; род. 18 ноября 1970, Картахена, Колумбия) — колумбийская актриса и модель.

## Биография
Лорна Мария Сепеда Хименес (исп. Lorna Maria Cepeda Jimenez) родилась 18 ноября 1970 года в семье адвокатов Хосе Сепеда и Ядиры Хименес. В детстве вместе с родителями переехала в город на севере Колумбии — Барранкилья. После развода родителей осталась жить с матерью. Имеет двух сестер: Иветт и Энджи Сепеда (также актриса).
Её первый контакт с шоу-бизнесом состоялся в 16 лет, когда она начала работать моделью в доме моды Баррангвилья (академия Дианы де Бьяссе). До 1997 года сотрудничала с Stock Models Agency в Боготе, с владельцами которой (Вьеной Руис, Ирмой Аристизабал и Тони Маркесом) она познакомилась в 1993 году. Вскоре она поступила на курсы актёрского мастерства и выступала в качестве актрисы в одном из театров Боготы.
Изучала психологию в Северо-Колумбийском университете (University of North Barranquilla). В 1992 году снялась в сериале «Отцы и дети» («Padres e hijos»), где исполнила роль Магали. Но настоящая известность пришла к Лорне после роли Патрисии Фернандес в сериале «Yo soy Betty, la fea» («Я — Бетти, дурнушка»).
В 2001 году Лорна вышла замуж за своего менеджера Эдуардо Паса, с которым жила в гражданском браке с 1990 года. Они имеют трёх детей: Даниэлу, Натаниэля, Мариано.

## Сериалы
- 1992 — «Отцы и дети» (Padres e hijos) — Магали
- 1998 — Amor en forma — Хулиана
- 1998 — Amor es mas fuerte,El — Наталия
- 1999 — «Бетти-дурнушка» (Yo soy Betty, la fea) — Патрисия Фернандес
- 2002 — Mi pequena mama — Кассандра
- 2003 — Besame tonto
- 2003 — Dr. Amor — Анхелес Гарсиа
- 2004 — Casados con hijos — Долорес «Лола» де Роча
- 2006 — Diva, La — Виктория Домингес
- 2008 — Amas de la Casa desesperadas — Леонор Герреро
- 2008 — Q-Video — Анхела